# Eisschnelllauf-Sprintweltmeisterschaft 1985
Die 16. Eisschnelllauf-Sprintweltmeisterschaft wurde vom 23. bis 24. Februar 1985 im niederländischen Heerenveen (Thialf) ausgetragen.

## Wettbewerb
- 66 Sportler aus 15 Nationen nahmen am Mehrkampf teil

| Teilnehmende Nationen                 | Teilnehmende Nationen                                        | Teilnehmende Nationen               | Teilnehmende Nationen                   |
| ------------------------------------- | ------------------------------------------------------------ | ----------------------------------- | --------------------------------------- |
| Österreich Kanada Finnland Frankreich | BR Deutschland Deutsche Demokratische Republik Italien Japan | Südkorea Niederlande Norwegen Polen | Schweden Sowjetunion Vereinigte Staaten |

### Frauen

#### Endstand
- Zeigt die zwölf erfolgreichsten Sportlerinnen der Sprint-WM

| Rang | Name                            | 1. Lauf 500 Meter | Pkt.  | 1. Lauf 1.000 Meter | Pkt.  | 2. Lauf 500 Meter | Pkt.  | 2. Lauf 1.000 Meter | Pkt.  | Gesamt- pkt. |
| ---- | ------------------------------- | ----------------- | ----- | ------------------- | ----- | ----------------- | ----- | ------------------- | ----- | ------------ |
| 1    | Christa Rothenburger            | 41,30 (1)         | 41,30 | 1:23,78 (1)         | 41,89 | 46,32 (31)        | 46,32 | 1:22,74 (1)         | 41,37 | 170,8801     |
| 2    | Angela Stahnke                  | 41,61 (2)         | 41,61 | 1:25,80 (5)         | 42,90 | 41,33 (1)         | 41,33 | 1:22,95 (2)         | 41,47 | 167,315      |
| 3    | Erwina Rys-Ferens               | 41,67 (3)         | 41,67 | 1:24,60 (3)         | 42,30 | 41,88 (5)         | 41,88 | 1:23,12 (4)         | 41,56 | 167,410      |
| 4    | Andrea Schöne-Mitscherlich      | 42,42 (8)         | 42,42 | 1:24,12 (2)         | 42,06 | 42,05 (6)         | 42,05 | 1:22,95 (2)         | 41,47 | 168,005      |
| 5    | Monika Gawenus-Pflug            | 41,91 (4)         | 41,91 | 1:26,33 (7)         | 43,16 | 41,44 (2)         | 41,44 | 1:25,10 (6)         | 42,55 | 169,065      |
| 6    | Skadi Walter                    | 41,95 (5)         | 41,95 | 1:26,21 (6)         | 43,10 | 41,58 (3)         | 41,58 | 1:25,67 (10)        | 42,83 | 169,470      |
| 7    | Seiko Hashimoto                 | 42,35 (7)         | 42,35 | 1:27,47 (13)        | 43,73 | 41,83 (4)         | 41,83 | 1:24,41 (5)         | 42,20 | 170,120      |
| 8    | Walentina Lalenkowa-Holowenkina | 42,91 (12)        | 42,91 | 1:25,64 (4)         | 42,82 | 42,57 (11)        | 42,57 | 1:25,63 (9)         | 42,81 | 171,115      |
| 9    | Bonnie Blair                    | 42,09 (6)         | 42,09 | 1:27,55 (14)        | 43,77 | 42,12 (7)         | 42,12 | 1:26,45 (14)        | 43,22 | 171,210      |
| 10   | Irina Fatejeva                  | 43,16 (15)        | 43,16 | 1:26,38 (8)         | 43,19 | 42,31 (9)         | 42,31 | 1:25,25 (7)         | 42,62 | 171,285      |
| 11   | Alie Boorsma                    | 43,02 (13)        | 43,02 | 1:26,74 (11)        | 43,37 | 42,56 (10)        | 42,56 | 1:26,19 (12)        | 43,09 | 172,045      |
| 12   | Annette Carlén-Karlsson         | 43,55 (17)        | 43,55 | 1:26,62 (10)        | 43,31 | 42,61 (12)        | 42,61 | 1:25,52 (8)         | 42,76 | 172,230      |

1Es wurde die bis 1986 gültige „Drei-von-Vier-Regel“ angewandt, nach der der Gesamtsieg in erster Linie demjenigen zugesprochen wurde, dem es gelang, mindestens drei der vier Rennen zu gewinnen. Die tatsächlich erreichte Gesamtpunktzahl blieb dabei unberücksichtigt.

#### 1. Lauf 500 Meter
| Platz | Name                       | Land                            | Zeit  | Punkte |
| ----- | -------------------------- | ------------------------------- | ----- | ------ |
| 1     | Christa Rothenburger       | Deutsche Demokratische Republik | 41,30 | 41,30  |
| 2     | Angela Stahnke             | Deutsche Demokratische Republik | 41,61 | 41,61  |
| 3     | Erwina Ryś-Ferens          | Polen                           | 41,67 | 41,67  |
| 4     | Monika Gawenus-Pflug       | BR Deutschland                  | 41,91 | 41,91  |
| 5     | Skadi Walter               | Deutsche Demokratische Republik | 41,95 | 41,95  |
| 6     | Bonnie Blair               | Vereinigte Staaten              | 42,09 | 42,09  |
| 7     | Seiko Hashimoto            | Japan                           | 42,35 | 42,35  |
| 8     | Andrea Schöne-Mitscherlich | Deutsche Demokratische Republik | 42,42 | 42,42  |
| 9     | Ljudmila Tuberozova        | Sowjetunion                     | 42,53 | 42,53  |
| 10    | Tatjana Kabutova           | Sowjetunion                     | 42,65 | 42,65  |
|       |                            |                                 |       |        |
| 24    | Manuela Haßmann            | BR Deutschland                  | 43,93 | 43,93  |
| 26    | Sigrid Smuda               | BR Deutschland                  | 44,15 | 44,15  |

#### 1. Lauf 1.000 Meter
| Platz | Name                            | Land                            | Zeit    | Punkte |
| ----- | ------------------------------- | ------------------------------- | ------- | ------ |
| 1     | Christa Rothenburger            | Deutsche Demokratische Republik | 1:23,78 | 41,89  |
| 2     | Andrea Schöne-Mitscherlich      | Deutsche Demokratische Republik | 1:24,12 | 42,06  |
| 3     | Erwina Ryś-Ferens               | Polen                           | 1:24,60 | 42,30  |
| 4     | Walentina Lalenkowa-Holowenkina | Sowjetunion                     | 1:25,64 | 42,82  |
| 5     | Angela Stahnke                  | Deutsche Demokratische Republik | 1:25,80 | 42,90  |
| 6     | Skadi Walter                    | Deutsche Demokratische Republik | 1:26,21 | 43,10  |
| 7     | Monika Gawenus-Pflug            | BR Deutschland                  | 1:26,33 | 43,16  |
| 8     | Irina Fatejeva                  | Sowjetunion                     | 1:26,38 | 43,19  |
| 9     | Lilianna Jezierska-Morawiec     | Polen                           | 1:26,39 | 43,19  |
| 10    | Annette Carlén-Karlsson         | Schweden                        | 1:26,62 | 43,31  |
|       |                                 |                                 |         |        |
| 21    | Manuela Haßmann                 | BR Deutschland                  | 1:28,88 | 44,44  |
| 24    | Sigrid Smuda                    | BR Deutschland                  | 1:29,39 | 44,69  |

#### 2. Lauf 500 Meter
| Platz | Name                       | Land                            | Zeit  | Punkte |
| ----- | -------------------------- | ------------------------------- | ----- | ------ |
| 1     | Angela Stahnke             | Deutsche Demokratische Republik | 41,33 | 41,33  |
| 2     | Monika Gawenus-Pflug       | BR Deutschland                  | 41,44 | 41,44  |
| 3     | Skadi Walter               | Deutsche Demokratische Republik | 41,58 | 41,58  |
| 4     | Seiko Hashimoto            | Japan                           | 41,83 | 41,83  |
| 5     | Erwina Ryś-Ferens          | Polen                           | 41,88 | 41,88  |
| 6     | Andrea Schöne-Mitscherlich | Deutsche Demokratische Republik | 42,05 | 42,05  |
| 7     | Bonnie Blair               | Vereinigte Staaten              | 42,12 | 42,12  |
| 8     | Anne Girard                | Kanada                          | 42,22 | 42,22  |
| 9     | Irina Fatejeva             | Sowjetunion                     | 42,31 | 42,31  |
| 10    | Alie Boorsma               | Niederlande                     | 42,56 | 42,56  |
|       |                            |                                 |       |        |
| 20    | Manuela Haßmann            | BR Deutschland                  | 43,56 | 43,56  |
| 24    | Sigrid Smuda               | BR Deutschland                  | 44,04 | 44,04  |

#### 2. Lauf 1.000 Meter
| Platz | Name                                      | Land                            | Zeit    | Punkte |
| ----- | ----------------------------------------- | ------------------------------- | ------- | ------ |
| 1     | Christa Rothenburger                      | Deutsche Demokratische Republik | 1:22,74 | 41,37  |
| 2     | Angela Stahnke Andrea Schöne-Mitscherlich | Deutsche Demokratische Republik | 1:22,95 | 41,47  |
| 4     | Erwina Ryś-Ferens                         | Polen                           | 1:23,12 | 41,56  |
| 5     | Seiko Hashimoto                           | Japan                           | 1:24,41 | 42,20  |
| 6     | Monika Gawenus-Pflug                      | BR Deutschland                  | 1:25,10 | 42,55  |
| 7     | Irina Fatejeva                            | Sowjetunion                     | 1:25,25 | 42,62  |
| 8     | Annette Carlén-Karlsson                   | Schweden                        | 1:25,52 | 42,76  |
| 9     | Walentina Lalenkowa-Holowenkina           | Sowjetunion                     | 1:25,63 | 42,81  |
| 10    | Skadi Walter                              | Deutsche Demokratische Republik | 1:25,67 | 42,83  |
|       |                                           |                                 |         |        |
| 21    | Manuela Haßmann                           | BR Deutschland                  | 1:27,50 | 43,75  |
| 22    | Sigrid Smuda                              | BR Deutschland                  | 1:27,55 | 43,77  |

### Männer

#### Endstand
- Zeigt die zwölf erfolgreichsten Sportler der Sprint-WM

| Rang | Name                 | 1. Lauf 500 Meter | Pkt.  | 1. Lauf 1.000 Meter | Pkt.  | 2. Lauf 500 Meter | Pkt.  | 2. Lauf 1.000 Meter | Pkt.  | Gesamt- pkt. |
| ---- | -------------------- | ----------------- | ----- | ------------------- | ----- | ----------------- | ----- | ------------------- | ----- | ------------ |
| 1    | Igor Schelesowski    | 37,91 (1)         | 37,91 | 1:15,71 (2)         | 37,85 | 37,91 (1)         | 37,91 | 1:14,30 (1)         | 37,15 | 150,825      |
| 2    | Gaétan Boucher       | 38,45 (4)         | 38,45 | 1:15,66 (1)         | 37,83 | 38,00 (2)         | 38,00 | 1:14,92 (2)         | 37,46 | 151,740      |
| 3    | Dan Jansen           | 37,94 (2)         | 37,94 | 1:17,30 (7)         | 38,65 | 38,22 (4)         | 38,22 | 1:17,05 (9)         | 38,52 | 153,335      |
| 4    | Nick Thometz         | 38,62 (7)         | 38,62 | 1:17,10 (5)         | 38,55 | 38,52 (5)         | 38,52 | 1:16,77 (4)         | 38,38 | 154,075      |
| 5    | Oleg Boschjew        | 38,73 (10)        | 38,73 | 1:16,80 (3)         | 38,40 | 38,81 (8)         | 38,81 | 1:16,81 (5)         | 38,40 | 154,345      |
| 6    | Uwe-Jens Mey         | 38,33 (3)         | 38,33 | 1:18,20 (10)        | 39,10 | 38,79 (7)         | 38,79 | 1:16,89 (6)         | 38,44 | 154,665      |
| 7    | Hein Vergeer         | 38,66 (9)         | 38,66 | 1:17,01 (4)         | 38,50 | 38,91 (13)        | 38,91 | 1:17,28 (14)        | 38,64 | 154,715      |
| 8    | Hilbert van der Duim | 39,07 (13)        | 39,07 | 1:17,85 (9)         | 38,92 | 39,32 (22)        | 39,32 | 1:16,91 (7)         | 38,45 | 155,770      |
| 9    | Sergei Fokitschew    | 38,45 (4)         | 38,45 | 1:18,30 (12)        | 39,15 | 38,62 (6)         | 38,62 | 1:19,15 (28)        | 39,57 | 155,795      |
| 10   | Kai Arne Engelstad   | 39,69 (24)        | 39,69 | 1:17,17 (6)         | 38,58 | 39,12 (17)        | 39,12 | 1:17,23 (13)        | 38,61 | 156,010      |
| 11   | Yukihiro Mitani      | 38,77 (11)        | 38,77 | 1:18,69 (15)        | 39,34 | 38,89 (11)        | 38,89 | 1:18,03 (18)        | 39,01 | 156,020      |
| 12   | Kimihiro Hamaya      | 39,19 (15)        | 39,19 | 1:19,06 (18)        | 39,53 | 39,03 (16)        | 39,03 | 1:17,00 (8)         | 38,50 | 156,250      |

#### 1. Lauf 500 Meter
| Platz | Name                             | Land                            | Zeit  | Punkte |
| ----- | -------------------------------- | ------------------------------- | ----- | ------ |
| 1     | Igor Schelesowski                | Sowjetunion                     | 37,91 | 37,91  |
| 2     | Dan Jansen                       | Vereinigte Staaten              | 37,94 | 37,94  |
| 3     | Uwe-Jens Mey                     | Deutsche Demokratische Republik | 38,33 | 38,33  |
| 4     | Gaétan Boucher Sergei Fokitschew | Kanada Sowjetunion              | 38,45 | 38,45  |
| 6     | Frode Rønning                    | Norwegen                        | 38,61 | 38,61  |
| 7     | Nick Thometz                     | Vereinigte Staaten              | 38,62 | 38,62  |
| 8     | Erik Henriksen                   | Vereinigte Staaten              | 38,63 | 38,63  |
| 9     | Hein Vergeer                     | Niederlande                     | 38,66 | 38,66  |
| 10    | Oleg Boschjew                    | Sowjetunion                     | 38,73 | 38,73  |
|       |                                  |                                 |       |        |
| 16    | Uwe Streb                        | BR Deutschland                  | 39,20 | 39,20  |
| 28    | Michael Hadschieff               | Österreich                      | 40,11 | 40,11  |

#### 1. Lauf 1.000 Meter
| Platz | Name                 | Land                            | Zeit    | Punkte |
| ----- | -------------------- | ------------------------------- | ------- | ------ |
| 1     | Gaétan Boucher       | Kanada                          | 1:15,66 | 37,83  |
| 2     | Igor Schelesowski    | Sowjetunion                     | 1:15,71 | 37,85  |
| 3     | Oleg Boschjew        | Sowjetunion                     | 1:16,80 | 38,40  |
| 4     | Hein Vergeer         | Niederlande                     | 1:17,01 | 38,50  |
| 5     | Nick Thometz         | Vereinigte Staaten              | 1:17,10 | 38,55  |
| 6     | Kai Arne Engelstad   | Norwegen                        | 1:17,17 | 38,58  |
| 7     | Dan Jansen           | Vereinigte Staaten              | 1:17,30 | 38,65  |
| 8     | Andrei Bachwalow     | Sowjetunion                     | 1:17,68 | 38,84  |
| 9     | Hilbert van der Duim | Niederlande                     | 1:17,85 | 38,92  |
| 10    | Uwe-Jens Mey         | Deutsche Demokratische Republik | 1:18,20 | 39,10  |
|       |                      |                                 |         |        |
| 14    | Michael Hadschieff   | Österreich                      | 1:18,60 | 39,30  |
| 21    | Uwe Gebauer          | BR Deutschland                  | 1:19,36 | 39,68  |
| 24    | Uwe Streb            | BR Deutschland                  | 1:20,00 | 40,00  |

#### 2. Lauf 500 Meter
| Platz | Name               | Land                            | Zeit  | Punkte |
| ----- | ------------------ | ------------------------------- | ----- | ------ |
| 1     | Igor Schelesowski  | Sowjetunion                     | 37,91 | 37,91  |
| 2     | Gaétan Boucher     | Kanada                          | 38,00 | 38,00  |
| 3     | Erik Henriksen     | Vereinigte Staaten              | 38,06 | 38,06  |
| 4     | Dan Jansen         | Vereinigte Staaten              | 38,22 | 38,22  |
| 5     | Nick Thometz       | Vereinigte Staaten              | 38,52 | 38,52  |
| 6     | Sergei Fokitschew  | Sowjetunion                     | 38,62 | 38,62  |
| 7     | Uwe-Jens Mey       | Deutsche Demokratische Republik | 38,79 | 38,79  |
| 8     | Oleg Boschjew      | Sowjetunion                     | 38,81 | 38,81  |
| 9     | Geert Kuiper       | Niederlande                     | 38,87 | 38,87  |
| 10    | Jouko Vesterlund   | Finnland                        | 38,88 | 38,88  |
|       |                    |                                 |       |        |
| 20    | Uwe Streb          | BR Deutschland                  | 39,22 | 39,22  |
| 24    | Uwe Gebauer        | BR Deutschland                  | 39,41 | 39,41  |
| 28    | Michael Hadschieff | Österreich                      | 39,81 | 39,81  |

#### 2. Lauf 1.000 Meter
| Platz | Name                 | Land                            | Zeit    | Punkte |
| ----- | -------------------- | ------------------------------- | ------- | ------ |
| 1     | Igor Schelesowski    | Sowjetunion                     | 1:14,30 | 37,15  |
| 2     | Gaétan Boucher       | Kanada                          | 1:14,92 | 37,46  |
| 3     | Erik Henriksen       | Vereinigte Staaten              | 1:15,93 | 37,96  |
| 4     | Nick Thometz         | Vereinigte Staaten              | 1:16,77 | 38,38  |
| 5     | Oleg Boschjew        | Sowjetunion                     | 1:16,81 | 38,40  |
| 6     | Uwe-Jens Mey         | Deutsche Demokratische Republik | 1:16,89 | 38,44  |
| 7     | Hilbert van der Duim | Niederlande                     | 1:16,91 | 38,45  |
| 8     | Kimihiro Hamaya      | Japan                           | 1:17,00 | 38,50  |
| 9     | Dan Jansen           | Vereinigte Staaten              | 1:17,05 | 38,52  |
| 10    | Michael Hadschieff   | Österreich                      | 1:17,06 | 38,53  |
|       |                      |                                 |         |        |
| 15    | Uwe Streb            | BR Deutschland                  | 1:17,32 | 38,66  |